# Lullabies from the Axis of Evil
Lullabies from the Axis of Evil  (Berceuses des pays de l'Axe du Mal) est une collection de berceuses traditionnelles interprétées par des chanteuses provenant de pays qualifiés d'Axe du Mal par George W. Bush en 2002 (Irak, Iran, Corée du Nord, Syrie, Libye, Cuba, Afghanistan et Palestine), accompagnées en duo par des chanteuses occidentales.
L'album est sorti en 2004 sur le label Valley Entertainment (en).

## Critiques
- Washington Post : « En cette année d'élection présidentielle, la plus provocante déclaration musicale est peut-être, simplement, un CD de bouleversantes et belles chansons pour les bébés »[2]
- AllMusic : « L'idée est excellente - donner un visage humain à ces pays marqués par George W. Bush comme "l'axe du mal" dans son discours de 2002 »[1]

## Controverse
- Le producteur a affirmé que plusieurs artistes n'ont pas voulu participer à ce projet, car ils avaient peur du boycott de l'industrie de la musique et des médias[3].
- Dans un communiqué de presse daté du 2 mars 2007, la société d'enregistrement Kirkelig Kulturverksted a fait valoir que le distributeur Valley Entertainment a été mis sur liste noire par l'administration Bush, à la suite de sa distribution de l'album Lullabies from the Axis of Evil[4].

## Liste des titres
| 1.    | Sad Sol (You My Destiny) (Iran, Angleterre)                      | Mahsa Vahdat, Sarah Jane Morris                                                    | 5:29 |
| 2.    | Dilelol (Sleep, My Child) (Irak, Suède)                          | Amel Kthyer, Halla Bassam, Eva Dahlgren                                            | 5:37 |
| 3.    | Lalolalo (Don't Worry, My Child) (Afghanistan, Mexico)           | Kulsoom Syed Ghulam, Lila Downs                                                    | 3:30 |
| 4.    | Ya Lel Ma Atwalak (This Never Ending Night) (Palestine, Norvège) | Rim Banna, Kari Bremnes                                                            | 6:36 |
| 5.    | Luna, Luna (Luna, Luna Little Doll) (Syrie, États-Unis)          | Mayada Killisly Baghdadi, Mimi                                                     | 4:57 |
| 6.    | Peace Song (Irak, Ouzbékistan)                                   | Halla Bassam, Sevara Nazarkhan                                                     | 4:38 |
| 7.    | Aruru (Lullaby, Sweet Baby) (Cuba, Allemagne)                    | Martha Lorenzo, Nina Hagen                                                         | 4:42 |
| 8.    | Stars Are Rising (Corée du Nord, Écosse)                         | Sun Ju Lee, Eddi Reader                                                            | 3:39 |
| 9.    | Nami (Angel) (Syrie, Nicaragua)                                  | Viva Killisly Chachati, Katia Cardenal                                             | 5:11 |
| 10.   | Lalalala Gohle Laleh (Iran)                                      | Mahsa Vahdat, Marjan Vahdat                                                        | 3:57 |
| 11.   | Garibe (Watching Over Me) (Irak, États-Unis)                     | Halla Bassam, Rickie Lee Jones                                                     | 3:40 |
| 12.   | Nami Ya La 'Aubi (Sleep My Doll) (Palestine, Danemark)           | Rim Banna, Annisette                                                               | 3:02 |
| 13.   | Gohlelale (My Tulip, My Pearl) (Iran, États-Unis)                | Pari Zanganeh, The Washington National Cathedral Girls Choristers, Elena Fremerman | 3:13 |
| 14.   | Nami (Lament) (Palestine)                                        | Jawaher Shofani                                                                    | 5:02 |
| 15.   | Mazar (Some Day, My Boy) (Afghanistan, États-Unis)               | Fanzya Khan Ali, Razya Khan Ali, Elana Fremerman                                   | 4:38 |
| 67:52 |                                                                  |                                                                                    |      |

## Autour de l'album
- Une chanson de l'album, Ya Lel Ma Atwalak, a été utilisée dans la bande originale du film L'Aube du monde d'Abbas Fahdel.